# 아폴로니아 (일리리아)
아폴로니아(고대 그리스어: Ἀπολλωνία κατ᾿ Ἐπίδαμνον 혹은 Ἀπολλωνία πρὸς Ἐπίδαμνον)는 고대 그리스의 도시이자 일리리아의 주교 관할 지역이였다. 아오스 강의 우변에 위치하여 있다. 현재 아폴로니아 유적은 알바니아 피에르 지역의 포자니 (폴리나)라는 마을에 위치하여 있다. 아폴로니아는 기원전 588년 케르키라섬과 코린토스 출신의 고대 그리스 정복자들에 의해 세워졌으며,, 그리스인들이 오기 이전에는 일리리아 민족이 지역 일대를 장악하고 있었으며 고대 일리리아 역사에서 가장 중요한 도시 중 하나였다. 아폴로니아는 로마 제국 시기에 번영기를 누렸으며, 저명한 철학 학원들의 본원지로 자리잡았으나, 3세기에 큰 지진이 발생하며 항구가 토사로 인해 막히며 쇠퇴의 길을 걷게 되었다. 고대 후기에는 도시 전체가 버려진 상태였다.
아폴로니아의 이름은 알바니아 정교회의 주교 관할 지역에 명시되어 있다 (아폴로니아와 피에르). 아폴로니아는 과거 라틴 교회의 교구이기도 하였다.